# L'Obsessioniste : Hommage au Palais Idéal du Facteur Cheval
Albums de Édouard Bineau
Ideal Circus
(2005) Wared Quartet
(2010)
L'Obsessioniste : Hommage au Palais Idéal du Facteur Cheval est le troisième album du pianiste français Édouard Bineau.

## Liste des titres
| No  | Titre                    | Musique | Durée |
| --- | ------------------------ | ------- | ----- |
| 1.  | Le Jardin Extraordinaire |         |       |
| 2.  | Gaudi                    |         |       |
| 3.  | Maman Rose               |         |       |
| 4.  | L'obsessioniste          |         |       |
| 5.  | Alice (1re partie)       |         |       |
| 6.  | Alice (2e partie)        |         |       |
| 7.  | Morceau Satieric         |         |       |
| 8.  | Ricochets                |         |       |
| 9.  | Le Charmeur de pierres   |         |       |
| 10. | Ideal Circus             |         |       |
| 11. | Rêve de terre            |         |       |
| 12. | Les trois géants         |         |       |

## Musiciens
- Édouard Bineau : piano
- Sébastien Texier : clarinette